# Овруч (станція)
Овруч — дільнична вузлова залізнична станція 2-го класу Коростенської дирекції Південно-Західної залізниці на перетині ліній Коростень — Овруч, Овруч — Виступовичі, Овруч — Вільча, Овруч — Білокоровичі між станціями Ігнатпіль (12 км) та Товкачівський (8 км). Розташована в однойменному місті Коростенського району Житомирської області.

## Історія
Станція відкрита у 1916 році.

## Пасажирське сполучення
На станції Овруч щоденно зупиняються дві пари приміських поїздів сполученням Коростень — Бережесть.

## Галерея

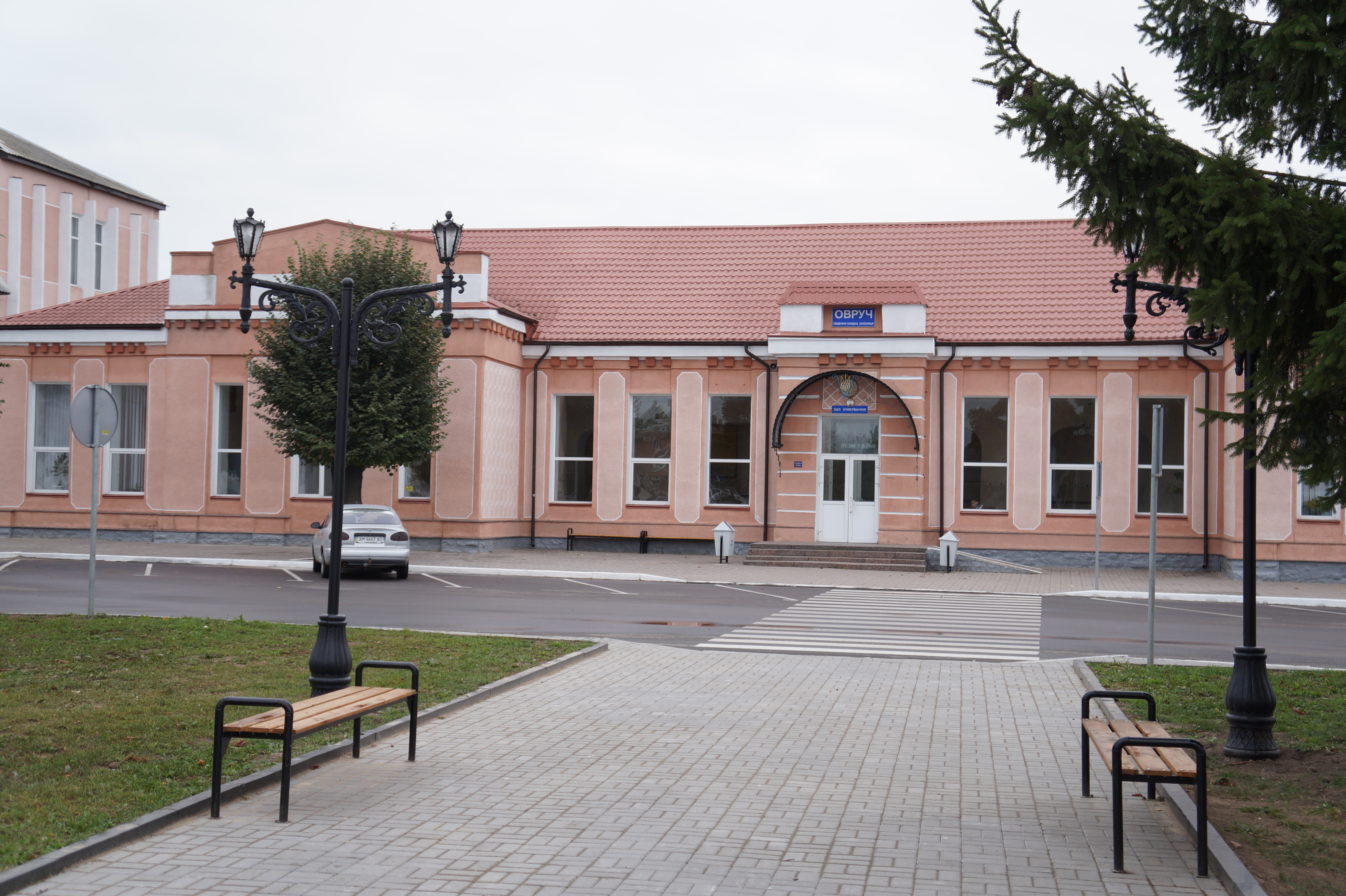
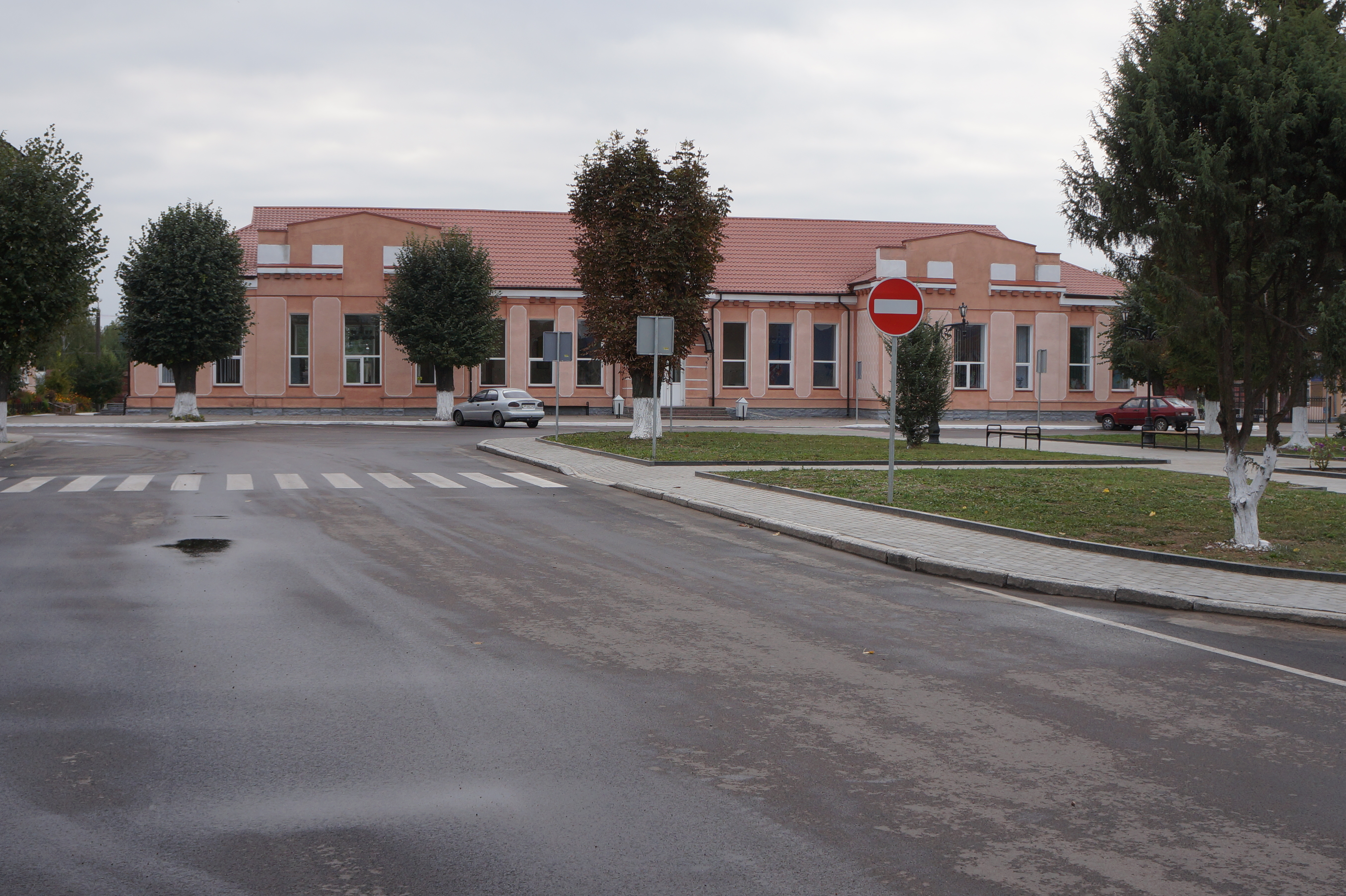
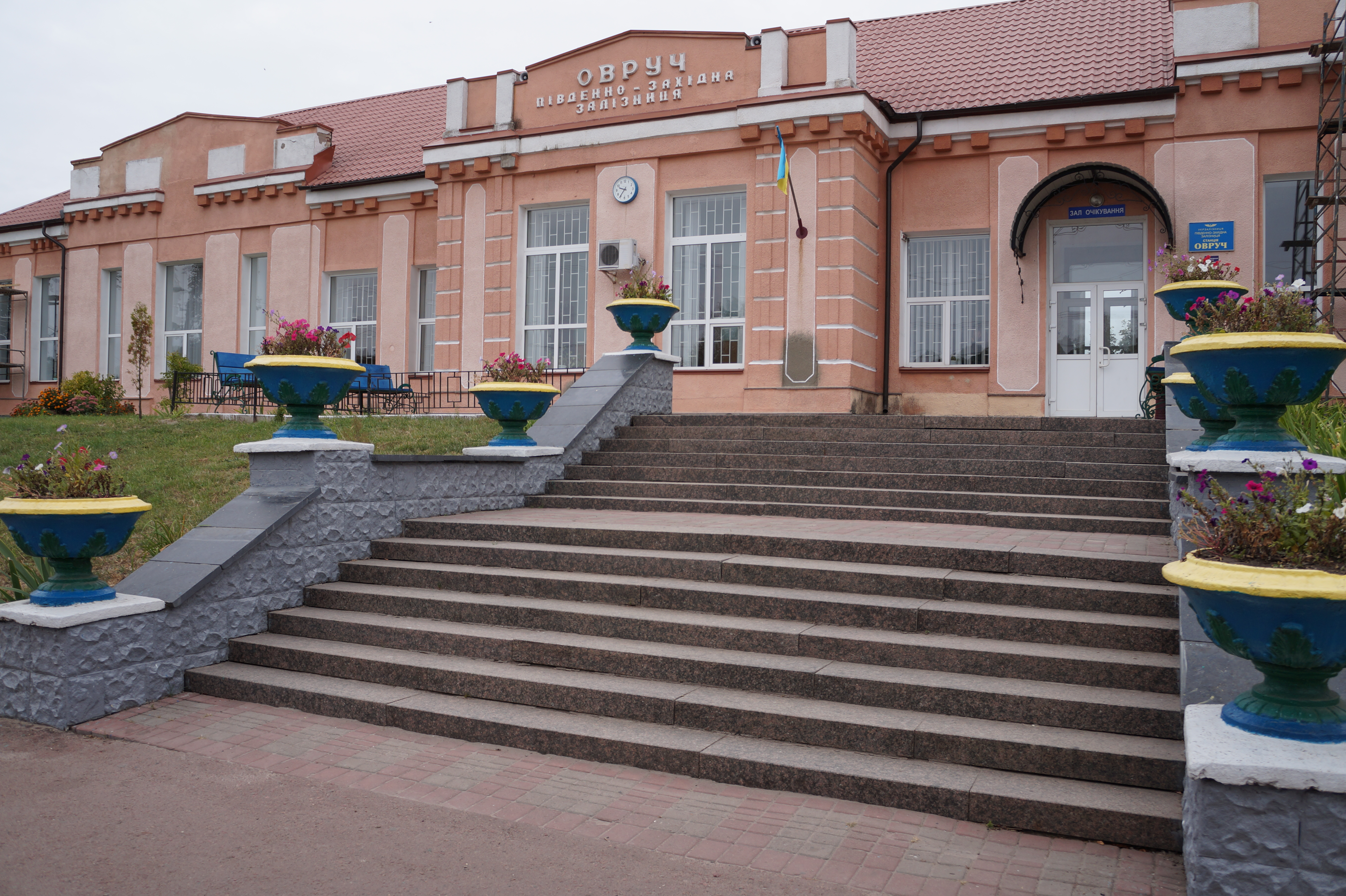
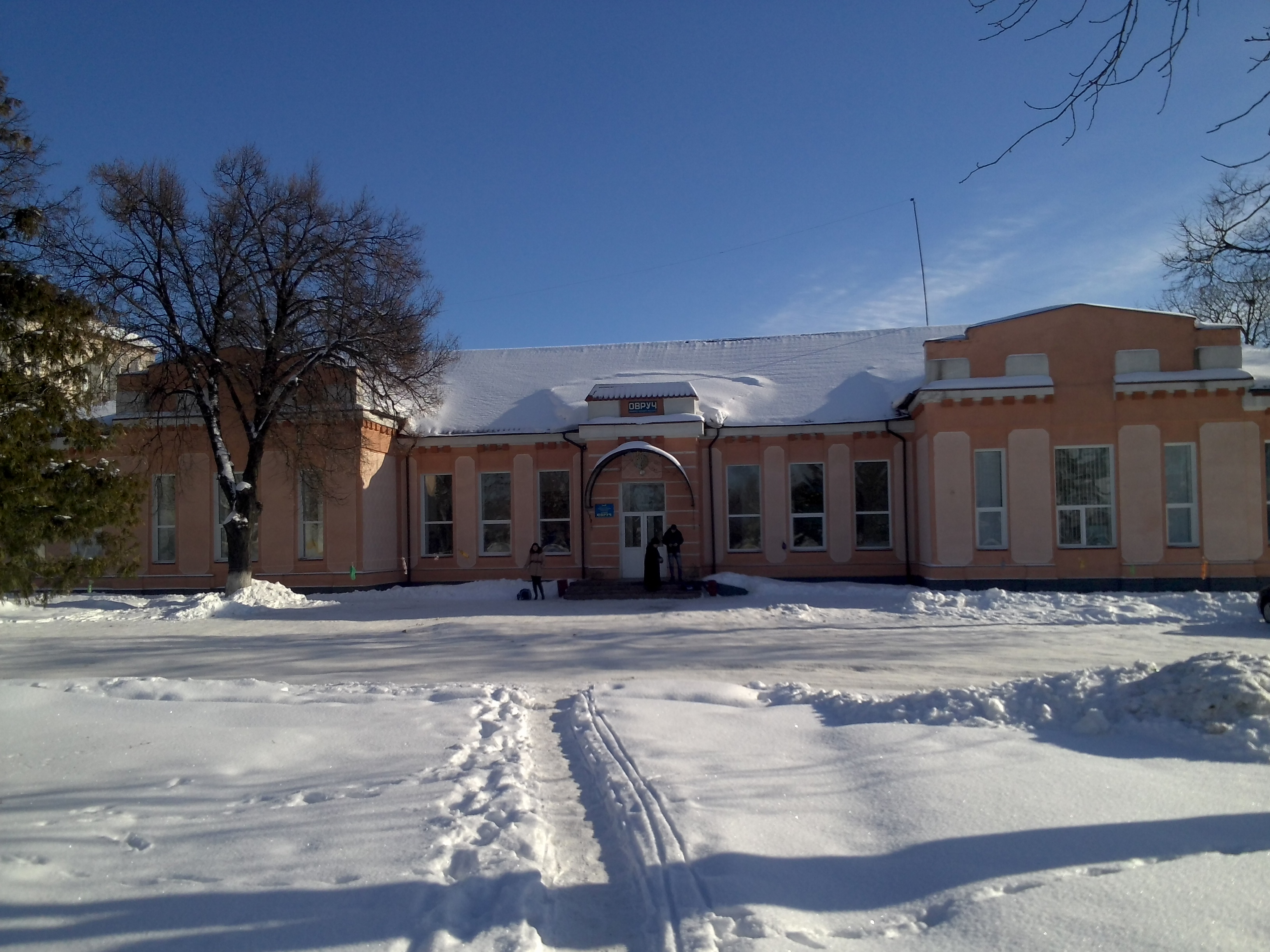